# Lijst van spelers van FC Nitra
Deze lijst omvat voetballers die bij de Slowaakse voetbalclub FC Nitra spelen of gespeeld hebben. De spelers zijn alfabetisch gerangschikt.

## A
- Michal Ac
- Augustín Antalík
- Jozef Antalovic

## B
- Martin Babic
- Martin Baca
- Lubomir Bajtos
- Marek Bakoš
- Filip Bakule
- Juraj Balaz
- Slawomir Balis
- Miroslav Barčík
- Miloš Belák
- Henrich Benčík
- Jozef Blaho
- Marian Bochnovic
- Dušan Borko
- Martin Boszorád
- Adam Bratsky
- Mário Breška
- Jan Broschinsky
- Marek Bubenko
- Peter Burak

## C
- Adrian Ceman
- Denis Čery
- Martin Chudý
- Róbert Cicman
- Ján Čirik
- Martin Cizmar
- Cleber
- Miroslav Čmarada
- Ondrej Čurgali

## D
- Marian Datko
- Jaroslav Dekýs
- Igor Demo
- Marian Dirnbach
- Jozef Dojcan
- Juraj Dovicovic
- Igor Držík

## F
- Michal Farkaš
- Pavol Farkaš

## G
- Vratislav Gajdoš
- Marek Gajdošík
- Robert Glenda
- Peter Grajciar
- Michal Grman
- Pavol Grman
- Jan Gruber
- Peter Gunda

## H
- Ján Harbuľák
- Kevin Harmse
- Robert Hazucha
- Andrej Hesek
- Michal Hipp
- Jan Hlavaty
- Lukas Hnilica
- Ivan Hodúr
- Eduard Hrncar
- Erik Hrncar
- Norbert Hrnčár
- Lukáš Hroššo
- Ivan Hucko

## I
- Andrej Ivančík

## J
- Martin Jackuliak
- Michal Jakubjak
- Tomáš Janíček
- Ivan Jurik

## K
- Karol Karlik
- Petr Kaspřák
- Patrik Kemláge
- Filip Kinček
- Ľuboš Kolár
- Marián Kolmokov
- Marián Kolóny
- Tomáš Kóňa
- Miroslav König
- Pavol Kopacka
- Marek Kostoláni
- Marek Kosut
- Igor Kotora
- Matej Kpecky
- Matej Král
- Rudolf Kramoliš
- Karel Kroupa
- Tomáš Kukol
- Jozef Kukucka

## L
- Branislav Labant
- Milan Lednický
- Jan Lesko
- Dušan Liba
- Irakli Liluashvili

## M
- Jaroslav Machovec
- Jozef Majoroš
- Peter Mičic
- Lubomir Mihok
- Matúš Mikuš
- Milan Milojevic
- Juraj Molnar
- Ladislav Molnar
- Filip Moravčík
- Lubomir Moravčík
- Jan Mucha
- Ondřej Murin

## N
- Jan Necas
- Sibusiso Ntuli

## O
- Miloš Obradović
- Ivan Ondruška
- Róbert Oravec

## P
- Peter Paluch
- Matúš Paukner
- Milan Pavlovič
- Lubos Pernis
- Michal Peškovič
- Michal Poluch
- Martin Prohaszka

## R
- Filip Racko
- Róbert Rák
- Luis Ramos

## S
- Patrick Sailer
- Vojtech Schulmeister
- Robert Semenik
- Stefan Senecky
- Miloš Šimončič
- Arnold Šimonek
- Pavel Simr
- Mato Šimunovič
- Marian Skalka
- Roman Sloboda
- Samuel Slovák
- Šimon Šmehyl
- Seydouba Soumah
- Miroslav Sovic
- Alojz Spak
- Jan Stajer
- Marcel Šťastný
- Lukás Štetina
- Miroslav Stoch
- Peter Struhár
- Igor Sukennik
- Marián Süttö
- Roman Svrcek
- Marek Szabó
- Csaba Szorad

## T
- Leandre Tawamba
- Vladimír Ternény
- Marian Timko
- Róbert Tomaschek
- Martin Tóth
- Ivan Trabalik
- Tomas Tujvel
- Boris Turčák

## V
- Róbert Valenta
- Vladimir Vcelka
- Viliam Vidumsky
- Pavel Vrána

## Z
- Lukáš Zelenický